# Cecilia Holmberg
Cecilia Holmberg, född den 2000 i Bjärred, är en svensk basketspelare som spelar för Lund.

## Biografi
Cecilia Holmberg spelar sedan 2024 i Lund efter att tidigare spelade college basket för Pacific Tigers. Hon har även representerat det svenska landslaget på flera ungdomsnivåer och blev i oktober 2024 inkallad till A-landslaget.